# Mycale orientalis
Mycale orientalis är en svampdjursart som först beskrevs av Topsent 1897.  Mycale orientalis ingår i släktet Mycale och familjen Mycalidae. Inga underarter finns listade i Catalogue of Life.